# Dry Doddington
Dry Doddington est un village anglais situé dans le Lincolnshire.